# Chiesa del Santissimo Crocifisso (San Miniato)
La chiesa del Santissimo Crocifisso è un luogo di culto cattolico che si trova a San Miniato, in provincia di Pisa, diocesi di San Miniato.

## Storia e descrizione
La chiesa fu realizzata tra il 1705 e il 1718, su progetto di Antonio Maria Ferri, per custodire un crocifisso ligneo del XIII secolo ritenuto miracoloso.
L'edificio a croce greca, sormontata da cupola su tamburo, sorge nello spazio compreso tra la Rocca, il duomo e il municipio, cui la chiesa è collegata attraverso una scenografica scalinata, con al centro una statua di Cristo risorto di Francesco Baratta (1636).
Mentre la decorazione esterna è molto sobria, le pareti interne sono completamente affrescate con Scene della vita di Cristo di Anton Domenico Bamberini. Sull'altare maggiore, compreso in un dipinto su tavola raffigurante Cristo risorto di Francesco Lanfranchi (1525), si trova il tabernacolo in cui viene custodito un raro crocifisso ligneo di epoca ottoniana (X secolo). Nei pilastri della cupola, le statue ottocentesche dei Quattro evangelisti di Luigi Pampaloni. L'organo a canne venne costruito da Domenico Francesco Cacioli e portato a termine da Antonio e Filippo Tronci nel 1751 e si trova su cantoria nel transetto di sinistra; dispone di 8 registri su unico manuale e pedale ed è a trasmissione meccanica.

## Altre immagini

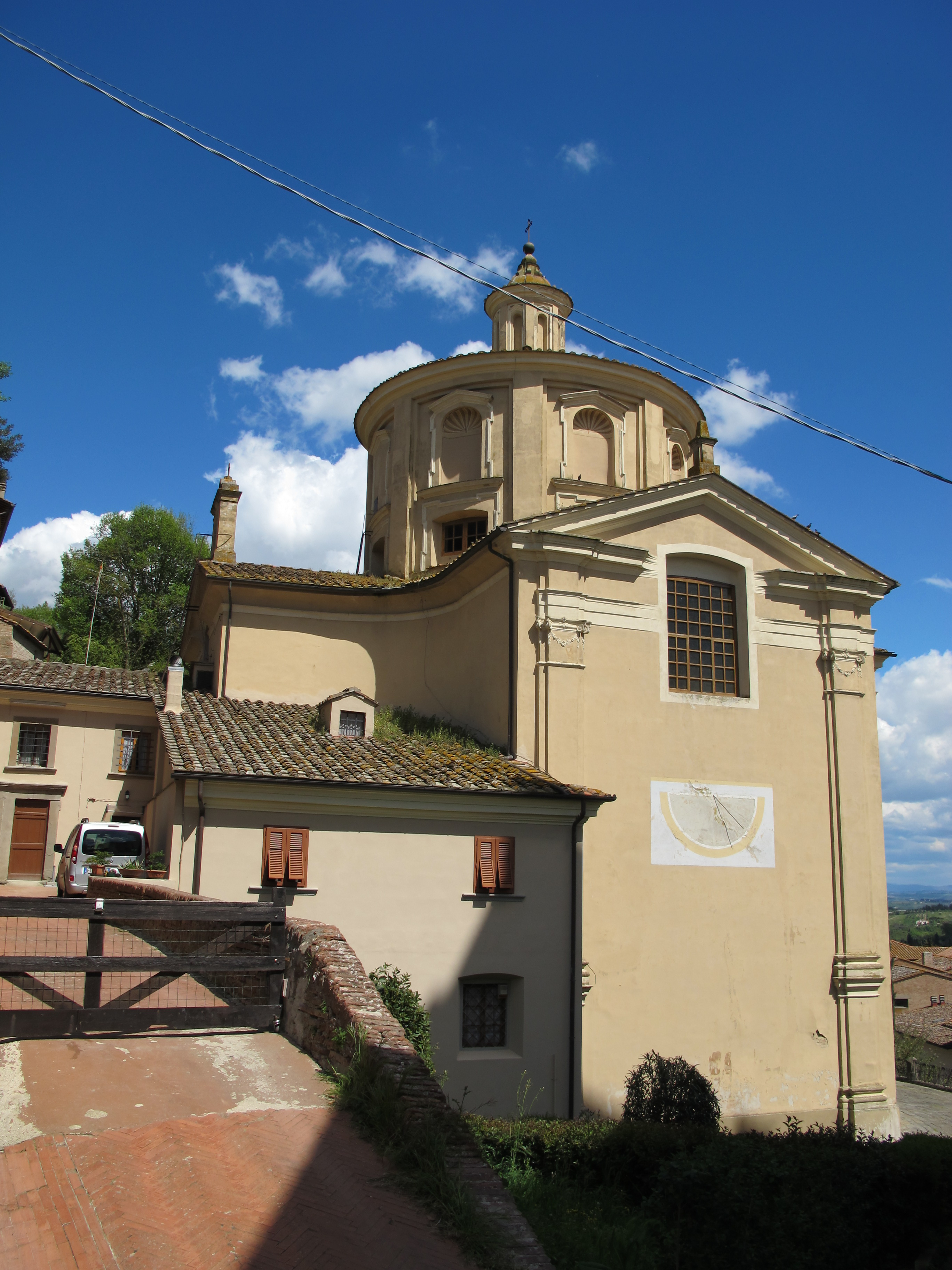
Vista laterale
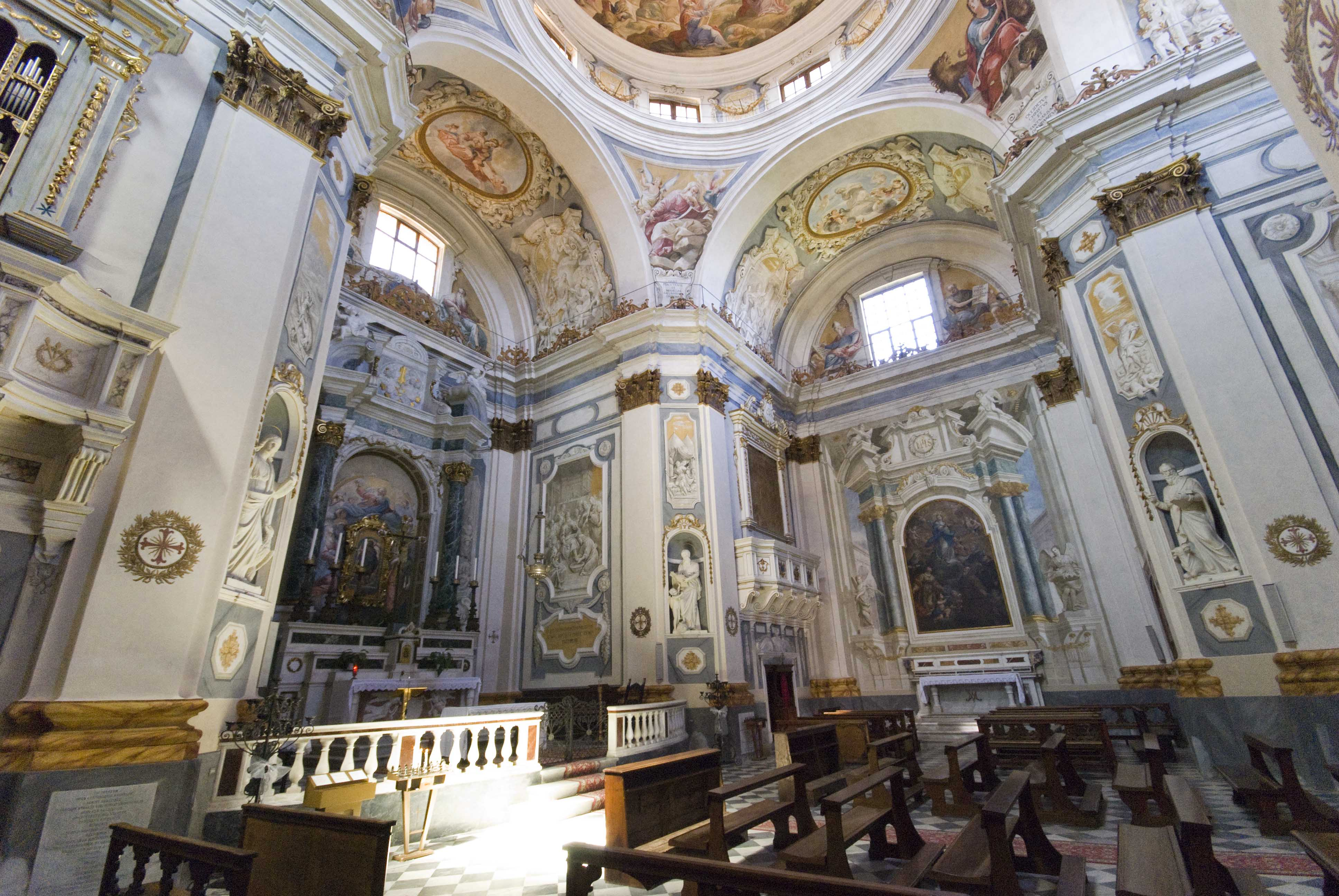
Interno
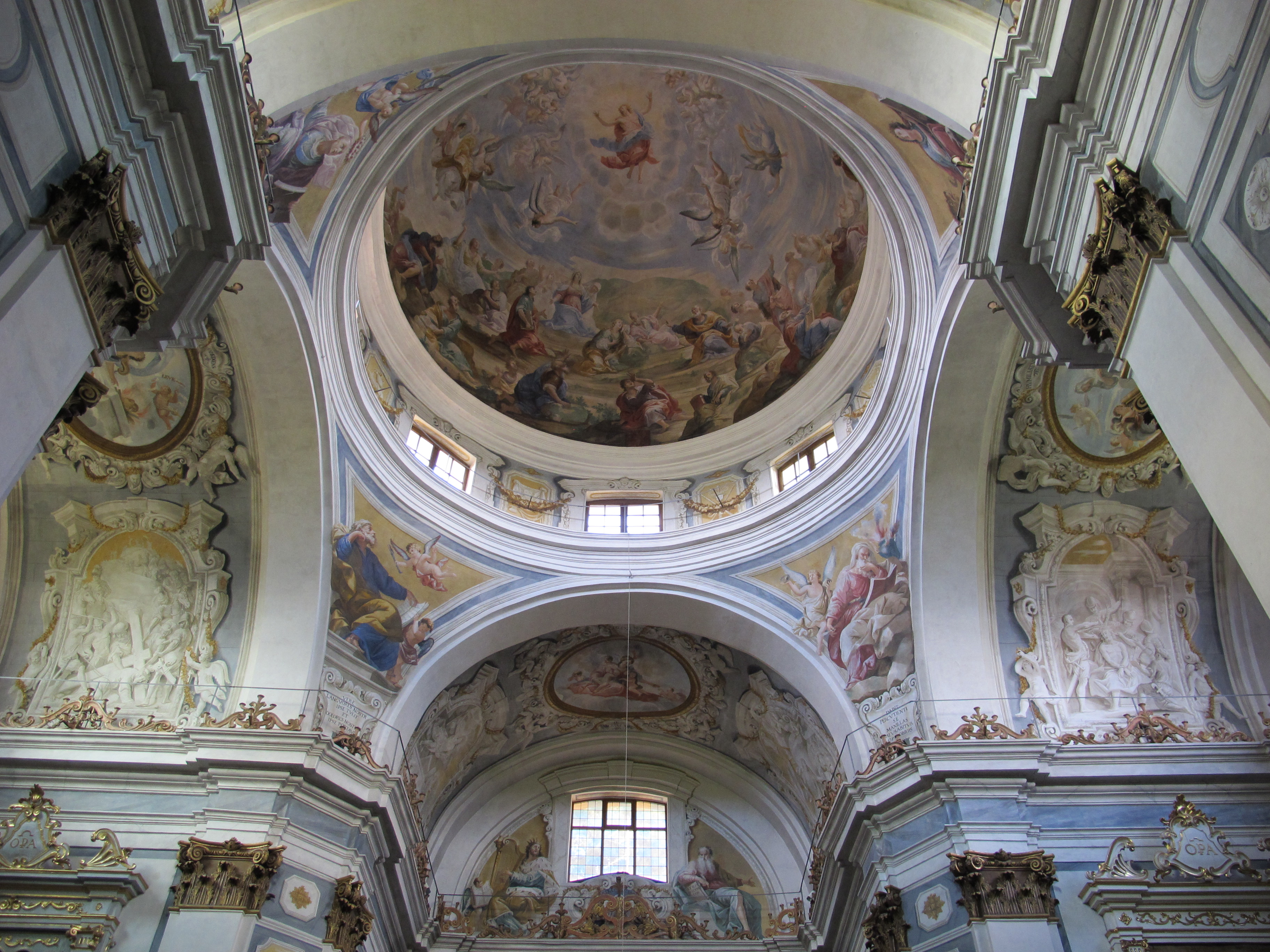
Interno della cupola
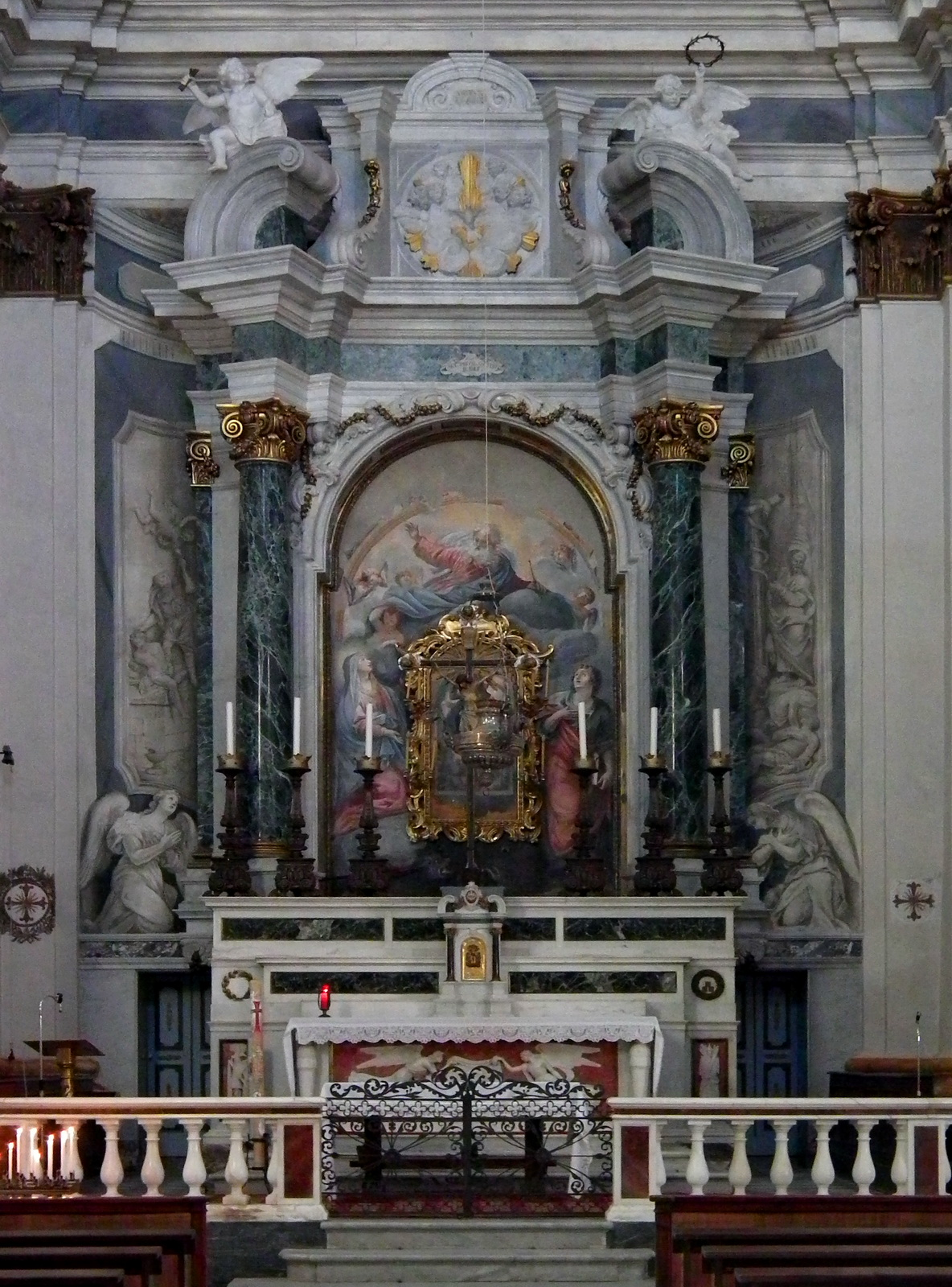
Altare maggiore
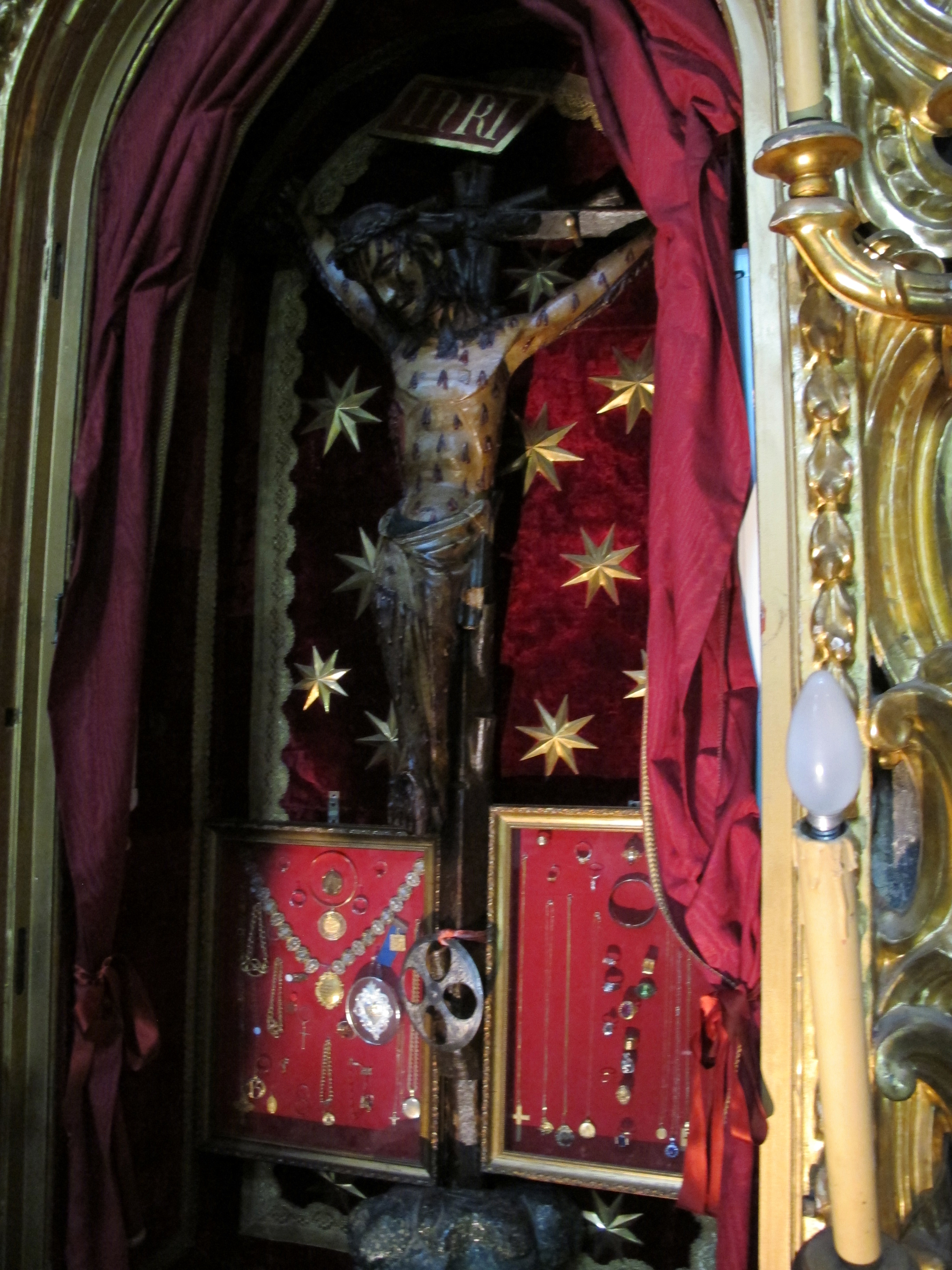
Crocifisso di Castelvecchio
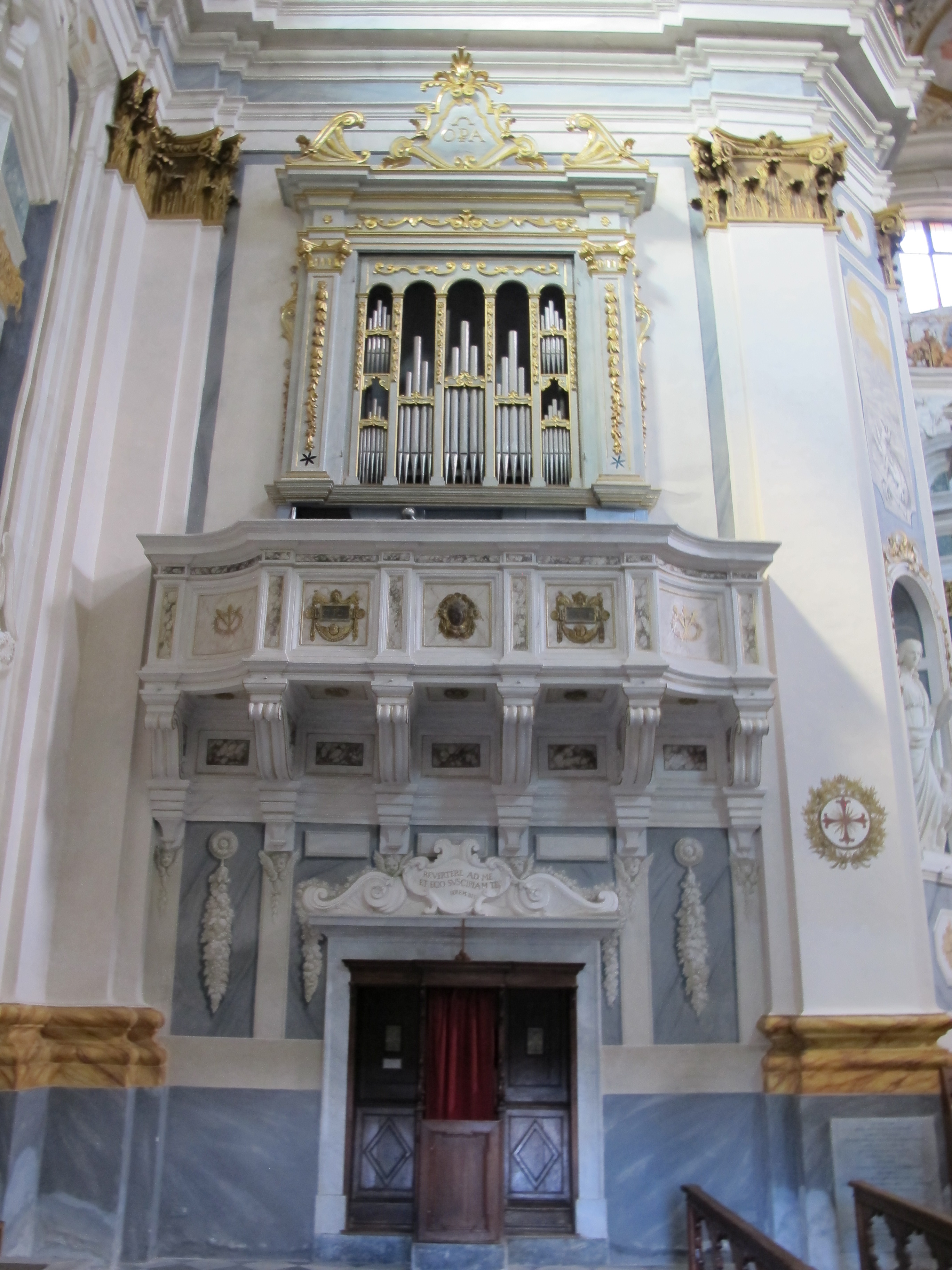
Organo a canne